# 西門菲莎大學
西門菲莎大學（縮寫SFU），是加拿大一所公立大學，主校園坐落於卑詩省本拿比，另有兩座分別位於溫哥華市中心及素里的附屬校園。西門菲莎大學於1965年創立，以探索溫哥華地區的探險者西門·菲沙而命名。現時該校為唯一一所參與美國全國大學體育協會的加拿大大學。
大學現有8間學院，分別為應用科學院、人文與社會學院、工商管理學院、傳理、藝術與科技學院、教育學院、環境學院、健康科學院及理學院。大學部以及研究生課程均採用三學期制。

## 歷史
SFU是以加拿大西北集團的貿易商和探險家西門·菲沙命名。1962年，John B. Macdonald做了不列顛哥倫比亞省的教育和未來計劃的報告，他建議在不列顛哥倫比亞省的大陸低地建立一所新的大學。1963年3月1日，不列顛哥倫比亞省立法機構正式批准將SFU建立在溫哥華的Burnaby。同年五月，在第一任校長Gordon M. Shrum的建議下，省政府決定將校區建立在海拔365米的Burnaby山上。1964春，由建築師 Arthur Erickson和Geoffrey Massey設計的建築和校園正式開工建設。1965年9月9日，SFU迎來了第一屆2500名學生。
從建校開始，SFU就擁有激進的名聲。在最初的幾年內已就教授在校內討論敏感話題與靜坐造成了不穩定。雖然這股風氣已經逐漸減退，但總括來說SFU依然被認為是強烈的左翼校園。1960年代的學生激進份子更掀起了一場「文化大革命」去提倡加拿大大學管治的民主。1967年5月，SFU成為了加拿大第一所讓學生加入理事會的大學。
SFU的激進思想使它創設了創新的與富彈性的課程。舉例說，在1968年SFU成為全加拿大第一所為在職經理增設EMBA課程的學府；SFU在1991年也是加拿大學府中最先提供社會學碩士課程的。

## 學生人口

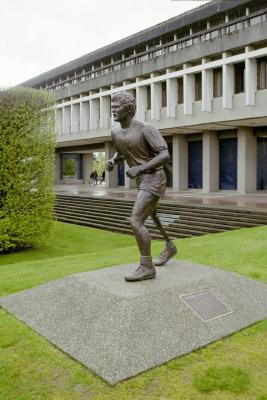
坐落在西蒙弗雷泽大学的泰瑞·福克斯塑像

2011年，SFU有大約29,000名大學生以及5,000名研究生。該大學於近年來人口有所增長，現時校友人數超过10万名。另外有946名教職員和3403名職員在校內工作。除了某些人力資源部和高級行政人員以外，所有SFU職員都隸屬於五個工會組織的其中一個。
大學生中，大约17％是国际学生，这个比例在加拿大的大学里是很高的。其中绝大多数（2,503人，占60％）来自中国大陆，远超第二名的韩国（6％）和香港（6％）。所以SFU學生的種族成分也跟別的大學有分別，這是受本拿比的族群比例與17%國際學生所影響。

## 校園位置及設施

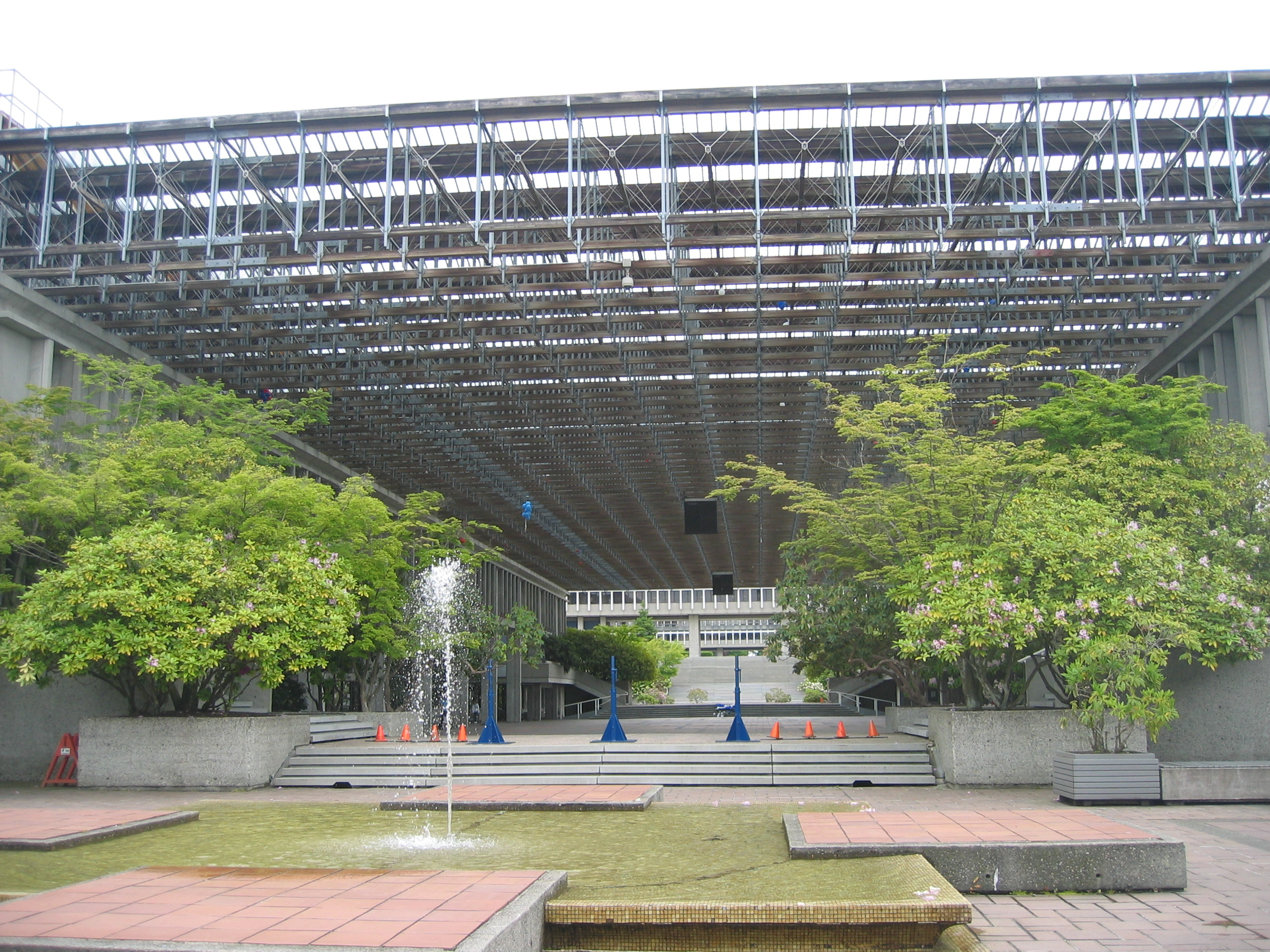
聚匯堂

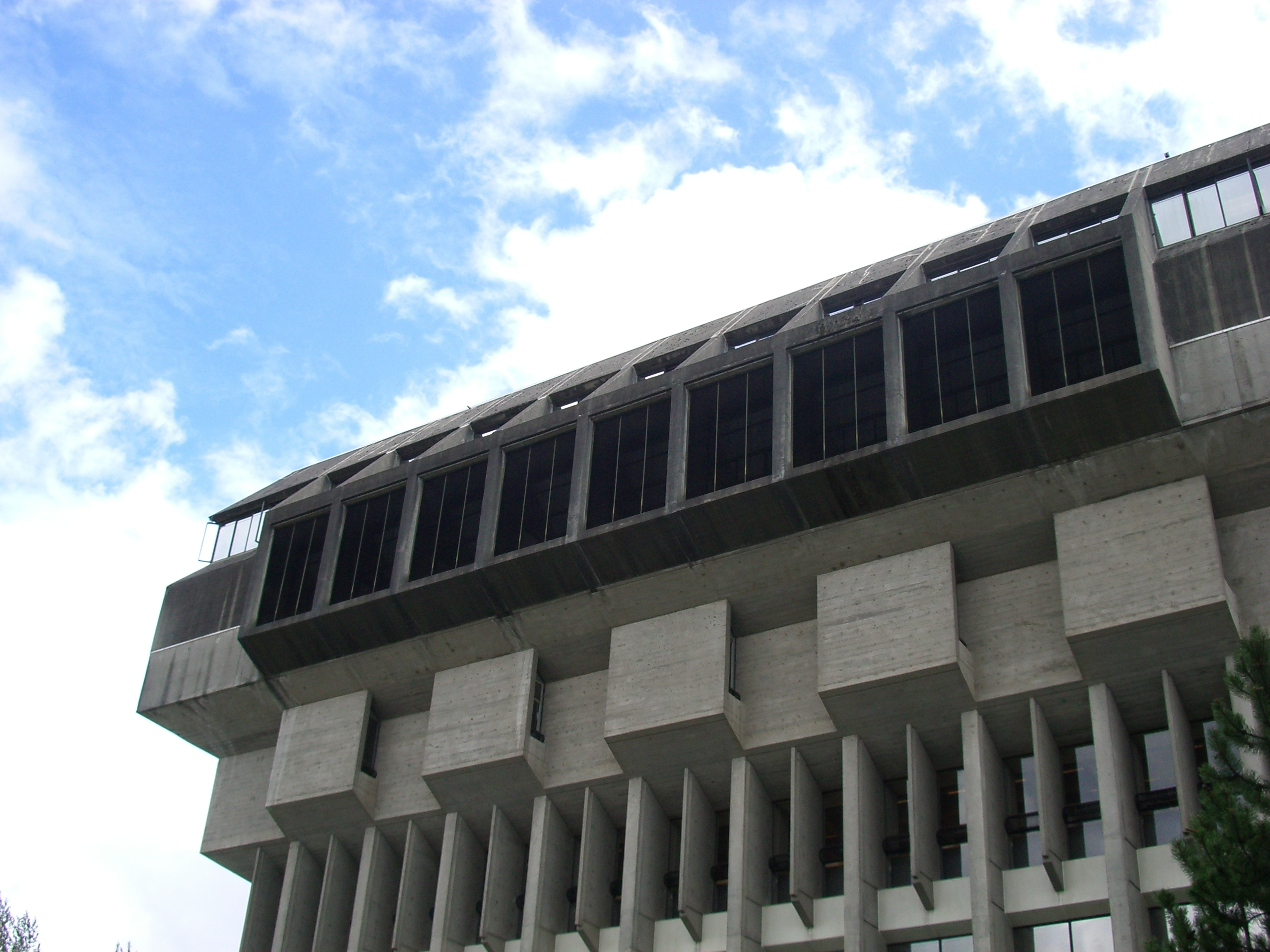
W.A.C.本納德圖書館

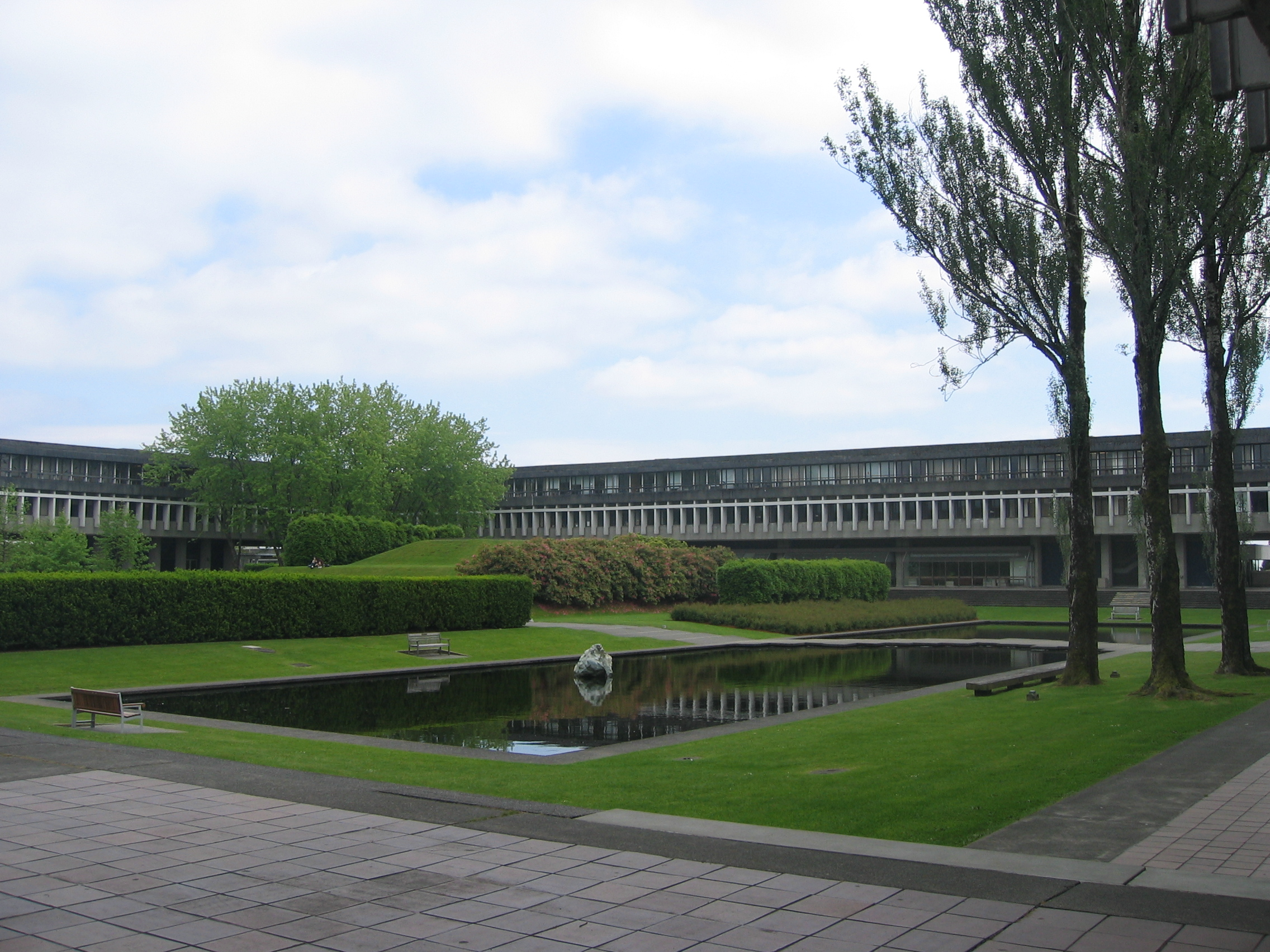
學術坊

西門菲莎大學有三座校園，分別是位於本拿比的主校園、位於溫哥華市中心海港中心的衛星校園，以及新的素里分校。它也是溫哥華的大北路校園的合作伙伴。
卑詩省政府於新民主党執政時期創立的一所技術性大學－卑詩省科技大學－於2002年閉校後，部分學生被轉至西蒙弗雷泽大學繼續就讀，而該校亦成為西大素里校園的核心。
主校園面積為1.7 平方公里，位於本拿比山上，位於海拔400米。此校園由阿瑟·埃里克森和傑佛里·梅西設計；兩者曾於1963年一設計比賽得獎。西蒙弗雷泽大學是在卑詩省社信黨（Social Credit）主席W.A.C.本納德出任省長期間創校，而主校園的圖書館亦是以他命名。
目前，部分在西大下面的本納比山部分成為公園及保育觀察區。除了西蒙弗雷泽大學本身以及其有關的工業研究園Discovery Park之外，發展項目少之又少，直至2003年大學開始開發校園山上附近面積200畝的土地，用作興建一個模範及可持續發展的社區，並取名為UniverCity. 此社區內有多達4500個住宅單位，劃分為數個小社區，另有新市鎮中心、學校、公園及其他設施。到2006年一月為止，585個住宅以及設有餐廳、商店的「基石大樓」（Cornerstone building）已建成。另外有400個住宅正在興建當中，而這個社區擁有的一些特點，開始受到國外人士注意。這些特點包括：加拿大首個社區公共運輸通行證計劃、合法的secondary suites 為所有人士提供住所、模範雨水處理系統，以及其政策禁止跨國企業開設分店。
主校園曾被選成為2010冬奧會速度溜冰場地，但2010冬奧奧委會改變主意，并於邻市列治文市興建速度溜冰場。
此大學拥有一個劇院，考古館及三個藝廊。
西大也和其他大學和經紀行運作其聯合研究設施。這些包括
- 巴姆菲爾德濱海站（英语：Bamfield Marine Station） ：一個海洋生物科教學和研究用途的大型中心
- TRIUMF（英语：TRIUMF）：一台亞原子的物理和化學研究的回旋加速器
- 資訊科技數學及綜合資訊（英语：MITACS）：全寫為，卓越網絡中心總部－供應予26所大學和75家公司。

## 素里市分校

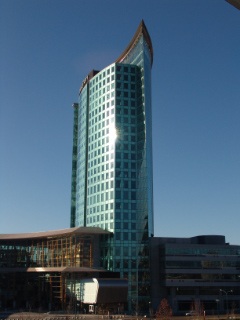
SFU素里分校所在的中央城大廈（低層，長方形部分）

西蒙弗雷泽大學的素里分校創立於2002年9月，以吸收前卑詩省科技大學的學生和學科。此校園後來亦成為西大其他學科於素里市的據點。
素里分校從2002年到2006年的臨時校址位於素里中心商場内。新校園於2006年秋季啓用，位於中央城大樓，鄰近 Surrey Central 架空列車站。

### 課程
西大素里校園科目有：應用科學，藝術與社會科學，商業行政，教育及科學，以下為詳細資料：
- 應用科學：TechOne ( 首年 ) , 電腦科學 （页面存档备份，存于）, 互動藝術與科學（页面存档备份，存于）
- 商業行政 （页面存档备份，存于） ( 教授素里市企業學、管理及科技、財經及市場等專業)
- 藝術與社會科學：Explorations in the Liberal Arts （页面存档备份，存于） (first two years of an Arts major)
- Education （页面存档备份，存于） 為高校教師提供PDP學科。
- 科學 （页面存档备份，存于） 科學一年、生命科學二年及數學

## 校園及體育活動
學生報高峰報（The Peak）為開校後不久創立的校園報，在低陸平原亦廣為流傳。
學校的運動隊名為西門菲莎大學家族隊(Simon Fraser Clan)， 其吉祥物為。 於各項競賽上，西門菲莎大學和卑詩大學雷鳥隊競爭激烈。 SFU 運動隊曾於加拿大大學學際體育(CIS) 及美國的國家學院院制競技協會(National Association of Intercollegiate Athletics，NAIA)中比賽，現在則已經轉入美國全國大學體育協會(National Collegiate Athletics Association)。 西蒙弗雷泽大學擁有十七支運動隊伍，以及三百名運動員。 西門菲莎大學五次贏得 NAIA 國家學院院制競技協會總理盃（NACDA Director's Cup），其他贏得的 亦不少 （页面存档备份，存于）。很多 SFU 的運動員亦曾於 奧運中參賽 （页面存档备份，存于），得奬者包括丹尼爾·伊加利（摔角金牌）、杰夫·夫（摔角銀牌）、素·霍洛威（獨木舟金牌）、鮑布·莫爾（摔角銀牌）、克里斯·林克（摔角銅牌）、曉夫·菲什爾（划艇金牌）、加利·麥克唐納（游泳金牌）和布魯斯·羅伯斯頓（游泳銀牌及銅牌）。
大學的風笛組於國際比賽上表演出色，是大學著名的樂隊。此組屢獲殊榮：世界管樂樂隊盃（World Pipe Band Championship，1995年、1996年、1999年、2001年）、世界鼓樂盃（World Drum Corps Championship，1999年、2004年）、北美盃（1982年、2002年），及2001年的澳洲管樂盃，詳情在此 （页面存档备份，存于）。

## 排名
SFU是加拿大名校之一，多次在麥克林的年度大學排名榜上被評為加拿大最佳綜合學府（1993年、1996年、1997年、1998年、2000年、2008年至2013年、2015年至2020年），另外亦經常是該雜誌全國性大學評估的首選之一。在泰晤士高等教育與QS世界大學排名中長期名列世界第250~300名 ，在2020 世界大學排名（QS World University Rankings）中SFU位列加拿大第13名。2020年泰晤士高等教育排名加拿大第11-14位 ，2020年USNews世界大學排名加拿大第10位。此外, SFU亦在其人機交互HCI、計算機科學、和商科位居世界前列。在50餘年的辦學歷程中，產生出1位普立茲獎和43位加拿大皇家科學院院士。

## 宿舍
- 麥柱‧賀格夫樓 ( Madge Hogarth House )
  - 原為只限女性居住宿舍
  - 現已改造為社區中心
- 新舍 ( Towers )
  - 三幢八層樓的公寓，為大一的學生而設
  - 男女混合的傳統住屋設施
  - 提供713名學生的單人房
- 貝殼樓 ( Shell House )
  - 男女混合的傳統住屋設施
  - 有私家房和雙人房
  - 提供143名學生住宿
- 麥他格-高雲堂 ( McTaggart-Cowan Hall )
  - 男女混合的傳統住屋設施
  - 提供200名學生的單人房
- 別墅區(四單位) ( Townhouse Complex (quad units) )
  - 十一棟別墅，每棟別墅有四個單位
  - 每個單位有四張床
  - 提供396名學生住宿
- 咸美頓堂 ( Hamilton Hall )
  - 為研究生而設的書房公寓
  - 提供104名學生住宿
- 新舍飯堂 ( New Residence Dining Hall )
  - 由於新舍和麥柱‧賀格夫樓沒有煮食設施，在這些居所的學生預設在新舍飯堂用餐。

學生以轉賬卡繳費，能於此及幾個其它校園自助食堂用餐。非住戶每學期需繳交$280購買轉賬卡。
2004年的秋季是实施强制性购餐的第一个学期。强制性购餐计划实施后，宿舍食物变得昂贵，而且学期末剩余的购餐用金额会被取消，导致学生极为不满，因而有学生到宿舍办公室门外静坐抗议，事件更被传媒报道。后来，此政策被匆匆更改，容许学生在下学期续用本学期的剩余金额。可是，措施更改只是暂时性的，而饭堂食物的价格并没有改变。

## 學校管理

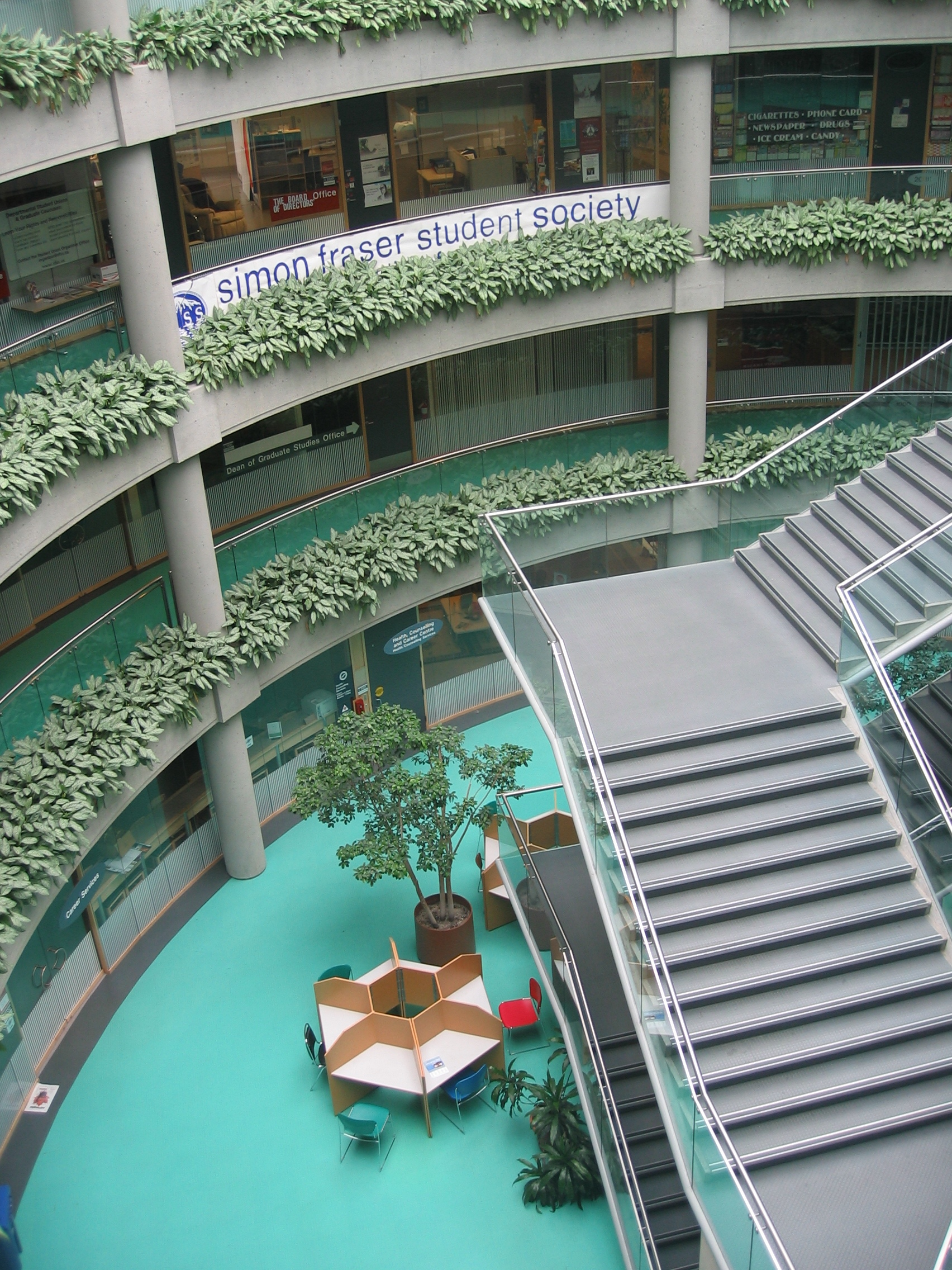
麥基賓信樓

### 系、部門、學院
現有的學院、系、部門包括:
- 應用科學院
  - 傳理學院 （页面存档备份，存于）
  - 電腦科學院 （页面存档备份，存于）
  - 工程科學院 （页面存档备份，存于）
  - 人體運動學院
  - 資源及環境管理學院 （页面存档备份，存于）
  - 互動藝術及科技學院（页面存档备份，存于） （請參閱“素里市分校”）
- 文學及社會科學院
  - 考古學系 （页面存档备份，存于）
  - 當代藝術學院 （页面存档备份，存于）
  - 犯罪學學院 （页面存档备份，存于）
  - 經濟系 （页面存档备份，存于）
  - 英文系 （页面存档备份，存于）
  - 法文系 （页面存档备份，存于）
  - 地理系 （页面存档备份，存于）
  - 歷史系 （页面存档备份，存于）
  - 人文學系 （页面存档备份，存于）
  - 語言學系 （页面存档备份，存于）
  - 哲學系 （页面存档备份，存于）
  - 政治學系 （页面存档备份，存于）
  - 心理學系 （页面存档备份，存于）
  - 社會學及人類學系 （页面存档备份，存于）
  - 婦女研究系 （页面存档备份，存于）
- 工商管理學院 （页面存档备份，存于）
- 教育學院 （页面存档备份，存于）
- 環境學院 （页面存档备份，存于）
  - 考古學系 （页面存档备份，存于）
  - 環境科學系 （页面存档备份，存于）
  - 地理系 （页面存档备份，存于）
  - 環境資源與管理系 （页面存档备份，存于）
  - 社區可持續發展研究項目 （页面存档备份，存于）
- 保健科學院 （页面存档备份，存于）
- 理學院 （页面存档备份，存于）
  - 生物系 （页面存档备份，存于）
  - 化學系 （页面存档备份，存于）
  - 地球科學系 （页面存档备份，存于）
  - 數學系 （页面存档备份，存于）
  - 分子生物及生物化學系 （页面存档备份，存于）
  - 物理系 （页面存档备份，存于）
  - 統計及精算學系 （页面存档备份，存于）

## 歷任校監及校長

### 校監
- Dr. Gordon M. Shrum (1964年1月1日—1968年5月31日) [12]
- Dr. Kenneth P. Caple (1968年6月1日—1975年5月31日) [12]
- Dr. Jack Diamond (1975年6月1日—1978年5月31日) [12]
- Dr. Paul T. Cote (1978年6月1日—1984年6月15日) [12]
- Dr. William M. Hamilton (1984年6月15日—1987年5月31日) [12]
- Ms. Barbara J. Rae (1987年6月5日—1993年6月4日) [12]
- Dr. Joseph Segal (1993年6月5日—1999年6月4日) [12]
- Dr. Milton K. Wong (黃光遠博士) (1999年6月5日—2005年5月31日) [12]
- Mr. Brandt Louie (雷震瀛先生) (2005年6月1日—2011年5月31日) [12]
- Dr. Carole Taylor (2011年6月1日—2014年5月31日) [12]
- Ms. Anne Giardini (2014年6月1日—2020年五月31) [12]
- Dr. Tamara Vrooman (2020年6月1日-現在）

### 校長
- Dr. Patrick McTaggart-Cowan (1964年1月1日—1968年5月31日) [12]
- Dr. John F. Ellis (臨時署任) (1968年6月1日—1968年6月5日) [12]
- Prof. Archie MacPherson (1968年6月5日—1968年7月29日) [12]
- Dr. Kenneth Strand (署任) (1968年8月1日—1969年7月31日) [12]
- Dr. Lalit Srivastava (署任) (1969年8月1日—1969年9月8日) [12]
- Dr. Kenneth Strand (1969年9月8日—1974年8月31日) [12]
- Dr. Pauline Jewett (1974年9月1日—1978年10月9日) [放假：1978年10月9日—1978年12月31日] [12]
- Dr. Daniel R. Birch (署任) (1978年10月19日—1978年12月31日) [12]
- Dr. K. George Pedersen (1979年1月1日—1983年3月31日) [12]
- Dr. J.W. George Ivany (署任) (1983年4月1日—1983年8月31日) [12]
- Dr. William G. Saywell (1983年9月1日—1993年3月1日) [12]
- Dr. Robert C. Brown (署任) (1993年3月1日—1993年8月1日) [12]
- Dr. John O. Stubbs (1993年8月1日—1998年1月31日) [放假：1997年6月9日—1998年1月1日] [12]
- Dr. David P. Gagan (署任) (1997年6月9日—1997年9月14日) [12]
- Dr. Jack P. Blaney (臨時) (1997年9月15日—1998年1月31日) [12]
- Dr. Jack P. Blaney (1998年2月1日—2000年11月30日) [12]
- Dr. Michael Stevenson (2000年12月1日—2010年8月30日) [12]
- Prof. Andrew Petter (2010年9月1日—2020年8月31日) [12]
- Dr. Joy Johnson 2020年9月1日—現在)

## 著名校友
- 奧運選手丹尼尔‧伊加利（英语：Daniel Igali）
- 攝影師及前總理的前妻瑪格麗特·杜魯多（英语：Margaret Trudeau）
- 前卑詩省省長簡嘉年、杜新志、金寶爾和簡蕙芝。
- 泰瑞·福克斯：主修人體運動系，也是學校籃球次要代表隊的隊員。他在18歲時被驗出患有骨癌，導致他的右腿被切除。福克斯隨後發起了希望馬拉松以作籌款與及提高人們對癌症的認識。SFU在2001年頒發了一個名譽學位給泰瑞·福克斯基金會的名譽主席，也是福克斯的母親。
- 台灣男演員辰亦儒：主修經濟學。
- 台灣女主播周明璟：主修傳播學。
- 香港科技大學副教授百察樂
- 香港浸會大學副教授趙中應：主修生物學。
- 香港男导演、编剧及演员谷德昭：主修傳播學（副修經濟學)。
- 香港男演員羅浩銘：主修犯罪學。
- 香港男演員張景淳：主修運動機能學。
- 香港女演員李美鳳：主修經濟學。
- 香港女演員郭羨妮：主修心理學和經濟學。
- 香港女演員劉天蘭：主修傳理學。
- 香港女演員朱千雪：主修商業和傳理學。
- 香港女演員陳凱琳：主修傳理學。
- 香港女演員邵珮詩：主修心理學。
- 香港女節目主持陳貝兒：主修傳理學。
- 大韓民國男演員崔宇植:

### 名譽學位
SFU在1967年頒發了一個名譽法學博士學位給馬素·麥克鲁汉。在2004年4月20日，SFU授名譽學位予三名诺贝尔和平奖得主，分別為：第十四世達賴喇嘛、聖公會前任大主教杜圖，與人權活躍份子希林·伊巴迪。其他名譽學位得主包括滑雪選手、舞蹈家、編舞家、經濟學家與藝術家等。

## 外部連結
- （英文）西蒙弗雷泽大學官方網頁 （页面存档备份，存于）